# Jadwiga Emilewicz

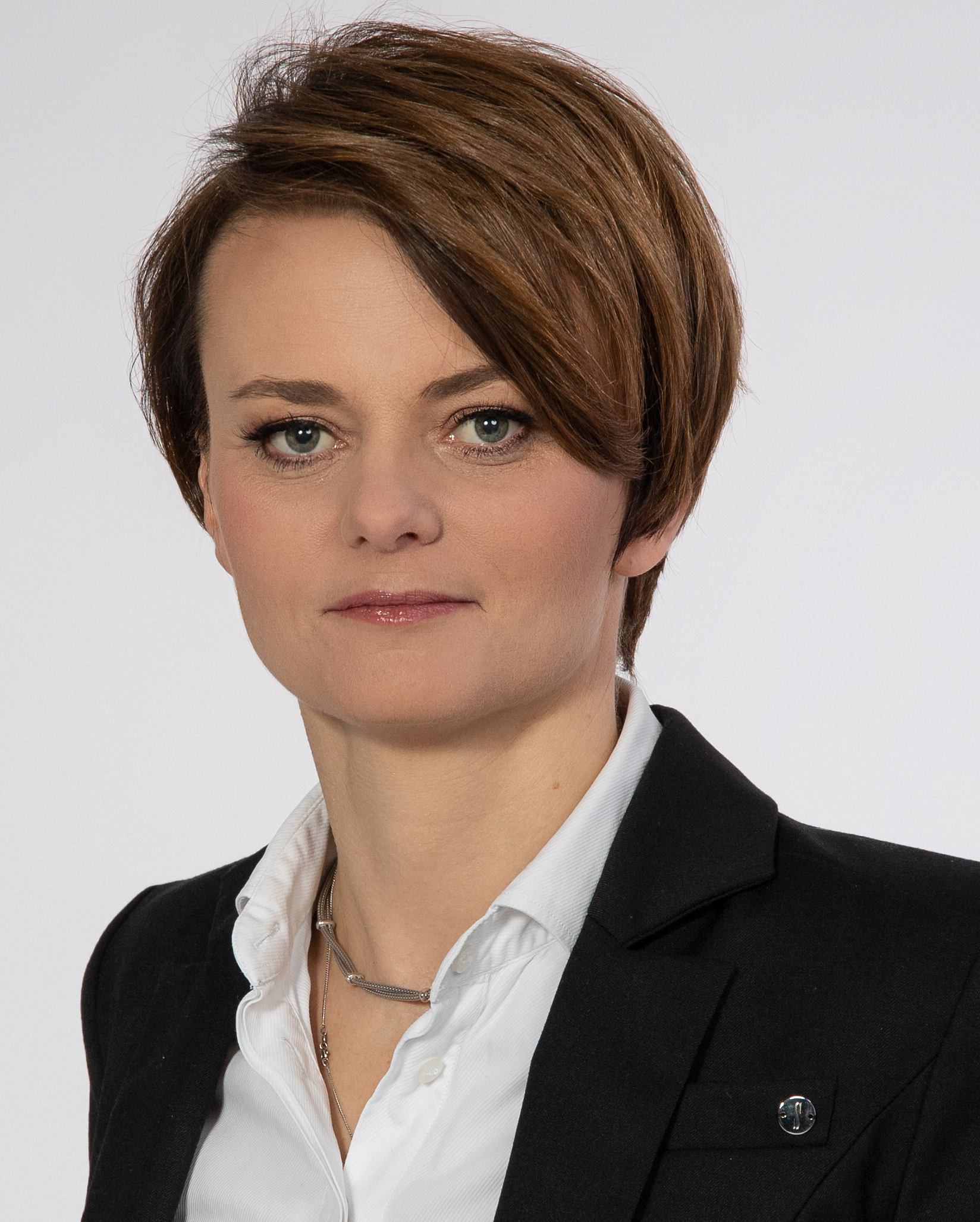
Jadwiga Emilewicz (2019)

Jadwiga Katarzyna Emilewicz, geborene Szyler (* 27. August 1974 in Krakau), ist eine polnische Politikerin (PO, PR, Porozumienie). Sie war von 2019 bis 2023 Abgeordnete des Sejm in der IX. Wahlperiode und von 2018 bis 2020 Ministerin verschiedener Geschäftsbereiche in PiS-geführten Regierungen.

## Wissenschaftliche Ausbildung
Sie ist Absolventin des Instituts für Politische Wissenschaften an der Jagiellonen-Universität in Krakau. In den 1990er Jahren trat sie dem „Jagiellonen-Klub“ bei, einem konservativ-liberalen Diskussionszirkel. In dessen Rahmen organisierte sie Diskussionsveranstaltungen unter anderem mit Lech Kaczyński, Ludwik Dorn und Jan Rokita. Dort lernte sie auch Jarosław Gowin kennen, der später ihr politischer Mentor wurde. Zeitweise studierte sie auch an der IESE Business School in Barcelona. Von 1999 bis 2002 arbeitete sie in der Kanzlei des Ministerpräsidenten in der Abteilung für Internationale Angelegenheiten. 2002 absolvierte sie ein Postgraduiertenstudium am Wadham College der University of Oxford. Seit 2003 unterrichtete sie an der privaten Europäischen Pastor-Józef-Tischner Hochschule (polnisch Wyższa Szkoła Europejska im. ks. Józefa Tischnera) in Krakau. Im Jahr 2009 übernahm sie die Leitung des Museums der Volksrepublik Polen in Nowa Huta, einer Zweigstelle des Museum der Geschichte Polens. Im Jahr 2011 legte sie ihre Doktorarbeit an der Fakultät für Internationale und Politische Lehre der Jagiellonen-Universität vor, mit dem Titel: Analiza polityczności i władzy na przykładzie reformy samorządowej z 1998 roku (Eine Analyse von Politik und Macht am Beispiel der Reform der Selbstverwaltung von 1998).

## Politische Karriere
Zunächst war Emilewicz Mitglied der Platforma Obywatelska, die sie 2013 gemeinsam mit Jarosław Gowin verließ. Sie trat der von diesem gegründeten Polska Razem (PR) bei. 2014 wurde sie Vorsitzende der Partei in der Woiwodschaft Kleinpolen. Bei der Europawahl desselben Jahres bewarb sie sich erfolglos um einen Sitz. Bei den Selbstverwaltungswahlen 2014 wurde sie für die PR auf der Liste der Prawo i Sprawiedliwość (PiS) in den kleinpolnischen Sejmik gewählt.
Im April 2015 wurde sie zu einer der Vizepräsidentinnen der PR gewählt. Im November 2015 wurde sie Unterstaatssekretärin im Ministerium für wirtschaftliche Entwicklung. Mit der Umwandlung der PR in die Porozumienie wurde sie auch dort stellvertretende Vorsitzende. Von 2018 bis 2019 war sie im Kabinett Morawiecki I Ministerin für Unternehmertum und Technologie und von 2019 bis 2020 leitete sie das neu geschaffene Ministerium für Entwicklung. Bei der Parlamentswahl 2019 wurde sie für Porozumienie im Wahlkreis Posen auf der PiS-Liste in den Sejm gewählt. Im Jahr 2020 war sie zeitweise auch stellvertretende Ministerpräsidentin im Kabinett Morawiecki II. Im September 2020 wurde sie zum Mitglied des Sozialrats des klinischen Krankenhauses der Medizinischen Universität Posen ernannt. Ende September 2020 verließ sie nach Differenzen mit Parteichef Gowin die Porozumienie. Am 6. Oktober 2020 verlor sie alle ihre Regierungsfunktionen. Seit 2023 ist sie im Kabinett Regierungsbevollmächtigte für die polnisch-ukrainische Entwicklungszusammenarbeit und Staatssekretärin im Ministerium für Fonds und Regionalpolitik. Eine Wiederwahl in den Sejm im Herbst 2023 als parteilose Kandidatin auf der Liste der PiS misslang knapp. Mit dem Regierungswechsel schied sie aus dem Amt als Regierungsbevollmächtigte aus.

## Privates
Sie ist verheiratet und hat drei Söhne.